# Spilornis elgini
La culebrera de Andamán (Spilornis elgini) es una especie de ave falconiforme de la familia Accipitridae. Es una rara rapaz endémica de las islas Andamán, en el Océano Índico. No se reconocen subespecies.
Su hábitat natural es el bosque subtropical húmedo de tierras bajas y los manglares. Está amenazado por la pérdida de hábitat.